# Anjuna
Anjuna ([ɦɔɳzuɳẽ]) es un pueblo de Goa, una de las doce comunidades brahmanes de Bardez.
Su iglesia, la Iglesia de San Miguel, fundada en 1595, está dedicada a San Miguel, y celebra las fiestas de dicho santo (29 de septiembre) y Nuestra Señora Advogada (segunda semana de enero). Hay tres grandes capillas en la parroquia: la de S. Antonio (Praias), Nossa Senhora de Saúde (Mazalvaddo), y Nuestra Señora de la Piedad (Grande Chinvar). La capilla de Vagator se convirtió en la iglesia de la nueva parroquia de Vagator, dedicada a S. Antonio, en el siglo XX.

## Historia
Como todo Goa, Anjuna estuvo dominada los portugueses. En 1950 tenía una población de 5688 habitantes.

## Actividades
Anjuna es mundialmente famosa por sus fiestas trance celebradas en la playa durante la temporada turística. También se celebra un famoso mercadillo (todos los miércoles) en el que se puede comprar muchas cosas, que van desde las frutas hasta joyas, ropa y aparatos electrónicos.